# Zlata Ognévitch
Zlata Ognévitch (ou Ognevich) est une chanteuse ukrainienne. Elle a représenté l'Ukraine à l'Eurovision 2013 à Malmö avec sa chanson Gravity. Zlata a également participé à la sélection nationale ukrainienne pour représenter l'Ukraine a l'Eurovision 2010 et  2011. 
Elle a des origines serbes du côté de son père. Son nom de naissance est  Inna Leonidivna Bordyuh (ukrainien : Інна Леовідівна Бордиуг).  
Elle a choisi son nom de scène, Zlata Ognévitch, pour ses origines : zlato (Злато en serbe) veut dire « or ».
Elle a donc des origines serbes par son père  et ukrainiennes par sa mère.
Elle est élue députée lors des Élections législatives ukrainiennes de 2014 sous l'étiquette du Parti radical d'Oleh Liachko.

## Biographie
Zlata Ognévitch est née en 1986 à Mourmansk, dans le nord de la Russie. Elle a grandi dans la ville de Soudak, dans la république autonome de Crimée. Son père, qui était chirurgien militaire sur un sous-marin soviétique, a été transféré à Soudak en 1991. Avant cela, elle avait vécu dans « beaucoup de villes et de pays ».
Elle est diplômée de l'institut de musique R. Glier de Kiev.

### Eurovision 2010
Zlata a fait sa première tentative de participation au Concours Eurovision de la chanson avec l'Ukraine. Sa chanson était « Tiny island », qui a terminé à la 5e place avec 30 points.

### Eurovision 2011
En 2011, elle a fait sa deuxième tentative infructueuse pour représenter l'Ukraine au concours. Cette fois, la chanson était dans la langue ukrainienne. Sa chanson était « The Kukushka », qui a terminé deuxième.
À la suite de plaintes de téléspectateurs au sujet de la procédure de vote que les dernières années, une nouvelle finale devait avoir lieu le 3 mars 2011. C'est finalement Mika Newton qui représente l'Ukraine. 

### Eurovision 2013
En 2012, Zlata remporte la sélection ukrainienne pour l'Eurovision 2013, avec la chanson Gravity. Elle se classe 3e lors de la finale avec 214 points, en recevant douze points de la part de l'Arménie, l'Azerbaïdjan, la Biélorussie, la Croatie et la Moldavie, puis dix points de la Bulgarie, Chypre, l'Estonie, Israël, la Lituanie, Malte et l'Espagne, ainsi que huit points de la Belgique, la Géorgie, la Grèce et l'Irlande.
Cette année, c'était la 11e participation de l'Ukraine au concours, et Zlata a continué l'histoire avec de solides résultats. L'Ukraine a remporté la finale en 2004, la 2e place en 2007 et 2008, 4e en 2011, 7e en 2006 et 10e en 2010. En 2013, c'est la 4e meilleure performance pour l'Ukraine depuis leur première participation en 2003.